# 林钦华
林钦华（Lim Khim Wah，1989年4月29日—），馬來西亞男子羽毛球运动员。

## 簡歷

### 早年及出道
2006年，林钦华出戰南韓仁川舉行的世界青年羽毛球錦標賽，贏得混合團體季軍，及與麦喜俊合作打進男子雙打四強。
2007年11月，林钦华在新西蘭奧克蘭舉行的世界青年羽毛球錦標賽，再次與麦喜俊打進男子雙打四強，其後更和黄惠龄在混合雙打決賽，激戰54分鐘後以2比1（23-25、22-20、21-19）逆轉英格蘭組合，奪得冠軍。
在世青賽取得佳績後，林钦华被視為馬來西亞新一代的雙打專家，國家隊雙打主教練雷西亦馬上安排他與不同的隊友合作，包括與國家隊首號女雙黃佩蒂合作混雙項目。在2008年12月，林欽華與陳炳順合作，贏得全國羽球巡迴賽總決賽男雙冠軍。

### 武林組合
2010年，林钦华初次與吴伟森（其後改名吴伟申）合作男雙，其後逐漸成為馬來西亞國家羽毛球隊的第二號男双，被媒體稱為「武林組合」。二人在合作初期曾贏得2010年馬來西亞國際挑戰賽冠軍，以及打進2012年印度超級賽四強。

#### 首度拆夥
2012年中，吴伟申要求教练將「武林組合」拆夥，因為他認為這對組合缺乏稳定性，就算盡力也「擦不出火花」，「也许分道扬鑣对彼此更好」。
至2013年初，吳偉申表示與林钦华在拆對六個月後重新合作，認為在「分開後冷靜下來，反而更瞭解彼此的問題」，所以重新合作默契反而比之前更好。年內，二人先後在馬來西亞超級賽和亞洲羽毛球錦標賽打進四強，又在其後的馬來西亞黃金大獎賽奪得合作以來的首個大獎賽冠軍。

#### 第二度拆夥
2013年8月，林钦华參加中國廣州舉行的世界羽毛球錦標賽，與吴伟申出戰男子雙打項目，首圈以2-0淘汰蘇格蘭組合晉級，但在第二圈就以0比2（15-21、18-21）不敵11號種子的云天豪/陳煒出局。
2013年中，由於吳偉申認為「武林組合」在过去3年不曾赢得任何大赛冠军，「没了目标，继续也是没意义的」；於是決定再度拆夥，並通知教练安排找到合适的搭档。2013年10月起，林钦华開始與区耀汉搭档，而吴伟申則搭配张国祥。但至年底，林钦华與吳偉申到吉兰丹会见羽总会长东姑马哈里尔後，表示愿意放下彼此成见和之前的指责，並在翌年重新合伙。

#### 首要超級賽奪冠
2014年1月，林欽華與吳偉申第三度合夥，出戰馬來西亞首要超級賽並打進男雙決賽，最終，他們以2比0（21-19、21-18）擊敗中國組合柴飚 / 洪炜，首次奪得超級系列賽冠軍頭銜。
2015年2月，林欽華正式递交辞职信，申请离开馬來西亞国家队。

## 主要比賽成績
只列出曾進入準決賽的國際賽事成績：
| 年份   | 賽事                     | 公開賽級別 | 項目     | 搭檔                      | 成績   |
| ------ | ------------------------ | ---------- | -------- | ------------------------- | ------ |
| 2006年 | 世界青年羽毛球錦標賽     | 其他       | 男子雙打 | 麦喜俊                    | 準決賽 |
| 2006年 | 世界青年羽毛球錦標賽     | 其他       | 混合團體 | －                        | 季軍   |
| 2007年 | 世界青年羽毛球錦標賽     | 其他       | 男子雙打 | 麦喜俊                    | 準決賽 |
| 2007年 | 世界青年羽毛球錦標賽     | 其他       | 混合雙打 | 黄惠龄                    | 準決賽 |
| 2007年 | 馬來西亞羽毛球國際挑戰賽 | 國際挑戰賽 | 混合雙打 | 黃惠齡                    | 冠軍   |
| 2008年 | 泰國羽毛球黃金大獎賽     | 黃金大獎賽 | 混合雙打 | 黃佩蒂                    | 準決賽 |
| 2009年 | 泰國羽毛球黃金大獎賽     | 黃金大獎賽 | 男子雙打 | 陳炳順                    | 冠軍   |
| 2009年 | 越南羽毛球大獎賽         | 大獎賽     | 男子雙打 | 陳炳順                    | 準決賽 |
| 2009年 | 越南羽毛球大獎賽         | 大獎賽     | 混合雙打 | 黄惠龄                    | 準決賽 |
| 2009年 | 馬來西亞羽毛球國際挑戰賽 | 國際挑戰賽 | 男子雙打 | 陳炳順                    | 冠軍   |
| 2010年 | 中國羽毛球大師賽         | 超級賽     | 男子雙打 | 陳炳順                    | 準決賽 |
| 2010年 | 越南羽毛球大獎賽         | 大獎賽     | 混合雙打 | 林芸如                    | 準決賽 |
| 2010年 | 馬來西亞羽毛球國際挑戰賽 | 國際挑戰賽 | 男子雙打 | 吴伟森                    | 冠軍   |
| 2010年 | 馬來西亞羽毛球國際挑戰賽 | 國際挑戰賽 | 混合雙打 | 張淑晶                    | 冠軍   |
| 2011年 | 紐西蘭羽毛球國際挑戰賽   | 國際挑戰賽 | 男子雙打 | 吴伟申                    | 準決賽 |
| 2011年 | 越南羽毛球大獎賽         | 大獎賽     | 男子雙打 | 吴伟申                    | 準決賽 |
| 2012年 | 印度羽毛球超級賽         | 超級賽     | 男子雙打 | 吴伟申                    | 準決賽 |
| 2013年 | 馬來西亞羽毛球超級賽     | 超級賽     | 男子雙打 | 吴伟申                    | 準決賽 |
| 2013年 | 亞洲羽毛球錦標賽         | 其他       | 男子雙打 | 吴伟申                    | 準決賽 |
| 2013年 | 馬來西亞羽毛球黃金大獎賽 | 黃金大獎賽 | 男子雙打 | 吴伟申                    | 冠軍   |
| 2013年 | 馬來西亞羽毛球國際挑戰賽 | 國際挑戰賽 | 男子雙打 | 区耀汉                    | 準決賽 |
| 2014年 | 馬來西亞羽毛球首要超級賽 | 首要超級賽 | 男子雙打 | 吴伟申                    | 冠軍   |
| 2014年 | 馬來西亞羽毛球黃金大獎賽 | 黃金大獎賽 | 男子雙打 | 吴伟申                    | 亞軍   |
| 2014年 | 湯姆斯盃                 | 其他       | 男子團體 | －                        | 亞軍   |
| 2014年 | 亞洲運動會羽毛球比賽     | 其他       | 男子團體 | －                        | 銅牌   |
| 2014年 | 哥本哈根羽毛球大師賽     | 其他       | 男子雙打 | 区耀汉                    | 準決賽 |
| 2015年 | 紐西蘭羽毛球黃金大獎賽   | 黃金大獎賽 | 男子雙打 | 云天豪                    | 準決賽 |
| 2015年 | 加拿大羽毛球大獎賽       | 大獎賽     | 男子雙打 | 云天豪                    | 準決賽 |
| 2015年 | 白夜羽毛球賽             | 國際挑戰賽 | 男子雙打 | 云天豪                    | 準決賽 |
| 2015年 | 俄羅斯羽毛球大獎賽       | 大獎賽     | 男子雙打 | 云天豪                    | 準決賽 |
| 2015年 | 中華台北羽毛球大獎賽     | 大獎賽     | 男子雙打 | 云天豪                    | 亞軍   |
| 2015年 | 哥本哈根羽毛球大師賽     | 其他       | 男子雙打 | 云天豪                    | 準決賽 |
| 2016年 | 樂魚羽毛球國際挑戰賽     | 國際挑戰賽 | 男子雙打 | 王健國                    | 準決賽 |
| 2016年 | 越南羽毛球大獎賽         | 大獎賽     | 男子雙打 | 王健國                    | 準決賽 |
| 2016年 | 新加坡羽毛球國際系列賽   | 國際系列賽 | 男子雙打 | 王健國                    | 準決賽 |
| 2016年 | 泰國羽毛球黃金大獎賽     | 黃金大獎賽 | 男子雙打 | 王健國                    | 準決賽 |
| 2018年 | 杜拜羽毛球國際挑戰賽     | 國際挑戰賽 | 男子雙打 | 塔伦·科纳                 | 亞軍   |
| 2018年 | 孟加拉羽毛球國際挑戰賽   | 國際挑戰賽 | 男子雙打 | 塔伦·科纳                 | 準決賽 |
| 2022年 | 奧里薩羽毛球公開賽       | 超級100賽  | 男子雙打 | 努·穆罕默德·阿茲林·阿尤布 | 冠軍   |

| 2007-2017年 | 首要超級賽 | 超級賽 | 黃金大獎賽 | 大獎賽 | 國際挑戰賽 | 國際系列賽 | 未來系列賽 | 其他 |

| 2018-2026年 | 總決賽 | 超級1000賽 | 超級750賽 | 超級500賽 | 超級300賽 | 超級100賽 | 國際挑戰賽 | 國際系列賽 | 未來系列賽 | 其他 |

### 奧運會和世錦賽參賽紀錄
|          | 搭檔   | 2011 | 2012 | 2013 | 2014 |
| -------- | ------ | ---- | ---- | ---- | ---- |
| 男子雙打 | 陳炳順 | 48強 | －   | －   | －   |
| 男子雙打 | 吳偉申 | －   | －   | 32強 | 32強 |